# Banque Buurmans
La Banque Buurmans est un édifice de style Art déco édifié en 1927 par l'architecte G.J. Maugue à Bruxelles en Belgique.

## Localisation
L'immeuble se dresse au numéro 71 de la rue Royale, au centre-ville de Bruxelles, face à la Colonne du Congrès et à environ 200 m au nord du parc de Bruxelles.

## Historique
Cet immeuble de style Art déco est édifié en 1927 sur base de plans dessinés par l'architecte parisien G.J. Maugue pour la Banque Buurmans,.
L'immeuble abrite actuellement une agence de la banque néerlandaise NIBC.

## Statut patrimonial
L'édifice ne fait pas l'objet d'un classement au titre des monuments historiques mais il figure à l'Inventaire du patrimoine architectural de la Région de Bruxelles-Capitale sous la référence 30540.

## Architecture
L'immeuble de la Banque Buurmans est un édifice de trois travées dont la façade au parement de pierre blanche présente un rez-de-chaussée, deux étages et un étage en attique,.
Le rez-de-chaussée présente en façade une niche à triple ébrasement (c'est-à-dire bordée de renfoncements successifs) qui abrite une grande porte d'entrée flanquée de deux sobres colonnes à base et  chapiteau noirs, et dont l'imposte est ornée de fers forgés encadrant un cartouche qui affiche l'adresse du bâtiment. Cette entrée est flanquée de deux travées percées chacune d'une grande baie rectangulaire protégée par une grille.
Le premier étage est précédé d'un balcon porté par des consoles, en forme de dé et orné d'un garde-corps en fer forgé.
Les fenêtres rectangulaires de hauteur décroissante du deuxième et du troisième étage sont insérées dans des niches à triple ébrasement pour la travée centrale et à simple ébrasement pour les travées latérales. Elles sont surmontées de trois têtes sculptées coiffées du pétase dont, au centre, celle d'Hermès,, le dieu du commerce dans la religion grecque antique, coiffé du pétase ailé.
Le troisième étage, souligné par une fine corniche portée par une frise de denticules, est percé de fenêtres sans imposte séparées par des trumeaux cannelés,.

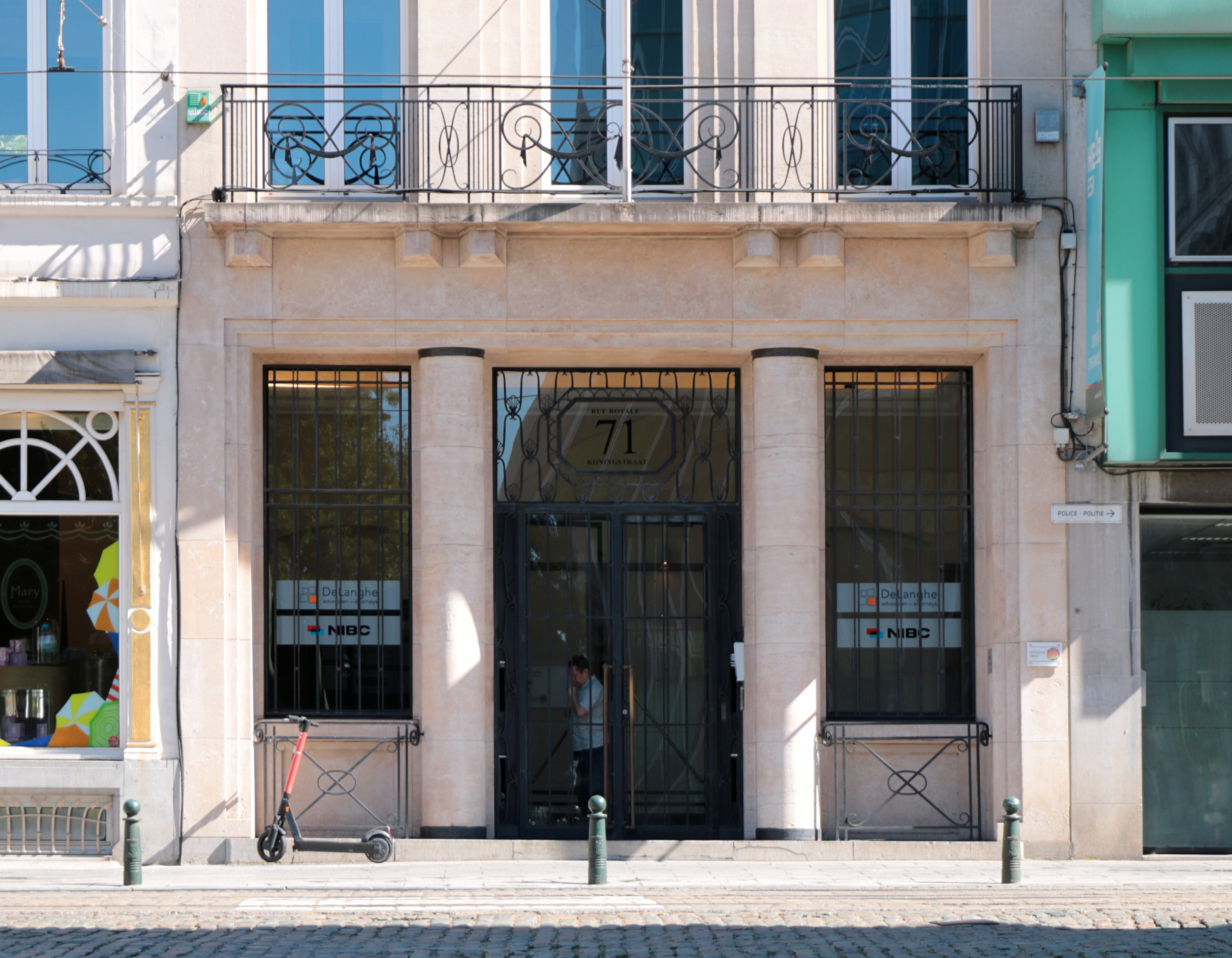
Entrée.
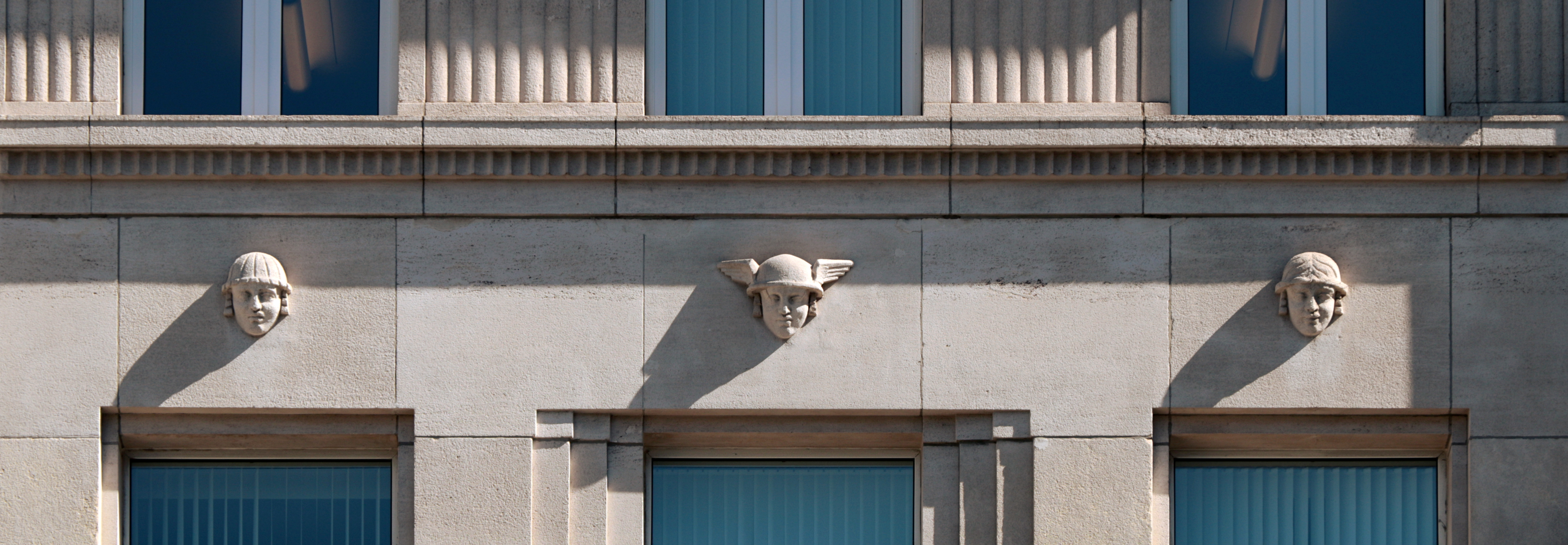
Têtes sculptées.

## Accessibilité
| ___ | Ce site est desservi par les stations de métro : Parc, Madou et Botanique. |